# Teoría del manejo del terror
La teoría del manejo del terror (TMT) es una teoría de la psicología social y evolutiva propuesta originalmente por Jeff Greenberg, Sheldon Solomon y Tom Pyszczynski y planteada en su libro de 2015 The Worm at the Core: On the Role of Death in Life (El gusano en el centro: sobre el papel de la muerte en la vida). Propone que un conflicto psicológico básico resulta de tener un instinto de autoconservación mientras la persona se da cuenta de que la muerte es inevitable y hasta cierto punto impredecible. Este conflicto produce terror, que se maneja a través de una combinación de escapismo y creencias culturales que actúan para contrarrestar la realidad biológica con formas de significado y valor más significativas y duraderas.
Los ejemplos más obvios de valores culturales que alivian la ansiedad ante la muerte son aquellos que pretenden ofrecer la inmortalidad literal (p. ej., la creencia en el más allá a través de la religión). Sin embargo, la TMT también argumenta que otros valores culturales –incluidos aquellos que aparentemente no están relacionados con la muerte– ofrecen la inmortalidad simbólica. Por ejemplo, los valores de la identidad nacional, la posteridad, las perspectivas culturales sobre el sexo, y la superioridad humana sobre los animales se han relacionado con el calmar las preocupaciones sobre la muerte. En muchos casos, se cree que estos valores ofrecen inmortalidad simbólica, ya sea a) brindando la sensación de que uno es parte de algo más grande que finalmente sobrevivirá al individuo (por ejemplo, país, linaje, especie), o b) haciendo que la identidad simbólica de uno sea superior a naturaleza biológica (es decir, uno es una personalidad, lo que lo convierte en más que un globo de células). Debido a que los valores culturales influyen en lo que es significativo, son fundamentales para la autoestima. TMT describe la autoestima como la medida personal y subjetiva de qué tan bien un individuo está viviendo de acuerdo con sus valores culturales.
La idea de TMT fue acuñada en 1973 por el antropólogo Ernest Becker. En su obra de no ficción ganadora del premio Pulitzer La negación de la muerte Becker argumenta que la mayoría de las acciones humanas se realizan para ignorar o eludir la inevitabilidad de la muerte. El terror de la aniquilación absoluta crea una profunda -aunque subconsciente- ansiedad en las personas que pasan sus vidas tratando de encontrarle sentido. A gran escala, las sociedades construyen símbolos: leyes, significados religiosos, culturas y sistemas de creencias para explicar el significado de la vida, definir lo que hace que ciertas características, habilidades y talentos sean extraordinarios, recompensar a otros que ejemplifican ciertos atributos y castigar o matar a otros que no se adhieren a su cosmovisión cultural. La adhesión a estos "símbolos" creados ayuda a aliviar las tensiones asociadas con la realidad de la mortalidad. A nivel individual, la autoestima proporciona un amortiguador contra la ansiedad relacionada con la muerte. La negación de la muerte, sin embargo, ha sido criticada por los representaciones reduccionistas de la salud mental y la humanidad.

## Trasfondo
Ernest Becker afirmó en su libro de 1973 La negación de la muerte que los humanos, como animales inteligentes, son capaces de comprender la inevitabilidad de la muerte. Por lo tanto, pasan su vida construyendo y creyendo en elementos culturales que ilustran cómo se destacan como individuos y dan sentido a sus vidas. La muerte crea una ansiedad en los humanos; ataca en momentos inesperados y aleatorios, y su naturaleza es esencialmente incognoscible, lo que hace que las personas dediquen la mayor parte de su tiempo y energía a explicarla, prevenirla y evitarla.
Becker expuso los escritos anteriores de Sigmund Freud, Søren Kierkegaard, Norman O. Brown y Otto Rank. Según el psiquiatra clínico Morton Levitt, Becker reemplaza la preocupación freudiana por la sexualidad con el miedo a la muerte como principal motivación en el comportamiento humano.
Las personas desean verse a sí mismas como seres valiosos y  con un sentimiento de permanencia, un concepto en psicología conocido como autoestima. Este sentimiento contrarresta la disonancia cognitiva creada por el hecho de que un individuo se da cuenta de que puede no ser más importante que cualquier otro ser vivo. Becker se refiere a la alta autoestima como heroísmo:

el problema de la heroicidad es el central de la vida humana, que penetra más profundamente en la naturaleza humana que cualquier otra cosa porque se basa en el narcisismo organísmico y en la necesidad de autoestima del niño como "la" condición para su vida. La sociedad misma es un sistema heroico codificado, lo que significa que la sociedad en todas partes es un mito viviente del significado de la vida humana, una desafiante creación de significado.

La lógica detrás de las decisiones sobre la propia salud puede explorarse a través de un modelo del manejo del terror. Un artículo de investigación de 2008 en el Psychological Review propone un modelo de tres partes para comprender cómo la conciencia de la muerte puede subvertir irónicamente los comportamientos que promueven la salud al redirigir el enfoque hacia comportamientos que construyen la autoestima:

La proposición 1 sugiere que los pensamientos conscientes sobre la muerte pueden instigar respuestas orientadas a la salud destinadas a eliminar los pensamientos relacionados con la muerte de la atención focal actual. La proposición 2 sugiere que la resonancia inconsciente de la cognición relacionada con la muerte promueve defensas autoorientadas dirigidas a mantener, no la salud, sino un sentido de significado y autoestima. La última proposición sugiere que las confrontaciones con el cuerpo físico pueden socavar las defensas simbólicas y, por lo tanto, presentar una barrera previamente no reconocida para las actividades de promoción de la salud.

### Telón de fondo evolutivo
Los propugnadores del manejo del terror consideran que la teoría es compatible con la teoría de la evolución: Los miedos justificados a las cosas peligrosas tienen una función adaptativa que ayudó a facilitar la supervivencia de los genes de nuestros antepasados. La ansiedad existencial generalizada resultante del choque entre el deseo de vivir y la conciencia de la inevitabilidad de la muerte no es, sin embargo, ni adaptativa ni seleccionada. TMT ve la ansiedad existencial como un subproducto desafortunado de estas dos tendencias humanas altamente adaptativas en lugar de una adaptación que el proceso evolutivo seleccionó por sus ventajas. Así como el bipedalismo humano confiere ventajas y desventajas, la ansiedad ante la muerte es una parte inevitable de nuestra inteligencia y conciencia de los peligros.
La ansiedad como respuesta a la inevitabilidad de la muerte amenazó con socavar el funcionamiento adaptativo y, por lo tanto, debía ser superada. TMT postula que la humanidad usó las mismas capacidades intelectuales que dieron lugar a este problema para crear creencias y valores culturales que brindaron protección contra esta ansiedad potencial. TMT considera estas creencias culturales (incluso las desagradables y aterradoras, como el sacrificio humano ritual) cuando manejan la ansiedad potencial ante la muerte de una manera que promueve creencias y comportamientos que facilitan el funcionamiento y la supervivencia del colectivo.
Los cazadores-recolectores utilizaron sus habilidades cognitivas emergentes para facilitar la resolución de problemas prácticos, como las necesidades básicas de nutrición, apareamiento y fabricación de herramientas. A medida que evolucionaron estas habilidades, también surgió una conciencia explícita de la muerte. Pero una vez que esta conciencia se materializó, el potencial de terror que creó ejerció presión sobre las concepciones emergentes de la realidad. Cualquier formación conceptual que iba a ser ampliamente aceptada por el grupo debía proporcionar un medio para manejar este terror.
La moralidad evolucionó originalmente para facilitar la coexistencia dentro de los grupos. Junto con el lenguaje, la moral cumplía funciones pragmáticas que prolongaban la supervivencia. La lucha por negar la finalidad de la muerte cooptó y cambió la función de estas invenciones culturales. Por ejemplo, los neandertales podrían haber comenzado a enterrar a sus muertos como una forma de evitar olores desagradables, parásitos infestados de enfermedades o carroñeros peligrosos. Pero durante la era del Paleolítico Superior, estas pragmáticas prácticas funerarias parecen haberse imbuido de capas de ejecución ritual y creencias sobrenaturales, sugeridas por la elaborada decoración de los cuerpos con múltiples cuentas u otros marcadores. Los alimentos y otras necesidades también se incluyeron dentro de la cámara funeraria, lo que indica el potencial de un sistema de creencias que incluía la vida después de la muerte. En muchas culturas humanas de hoy, los funerales se ven principalmente como eventos culturales, vistos a través de la lente de la moralidad y el lenguaje, sin pensar en los orígenes utilitarios de enterrar a los muertos.

## Autoestima
La autoestima se encuentra en el centro de TMT y es un aspecto fundamental de sus paradigmas. TMT busca fundamentalmente dilucidar las causas y consecuencias de una necesidad de autoestima. Teóricamente, se basa en gran medida en las concepciones de cultura y autoestima de Ernest Becker. No solo intenta explicar el concepto de autoestima, también trata de explicar por qué la necesitamos. Una explicación es que la autoestima se utiliza como un mecanismo para afrontar la ansiedad y ayuda a las personas a controlar su sentido del terror y anular la comprensión de que los humanos son solo animales que intentan manejar el mundo que los rodea. De acuerdo con TMT, la autoestima es un sentido de valor personal creado por las creencias en la validez de la cosmovisión cultural de uno y la creencia de que uno está viviendo de acuerdo con los estándares culturales de esa cosmovisión.
Hewstone et al. (2002) han cuestionado la dirección causal entre la autoestima y la ansiedad ante la muerte, evaluando si la autoestima proviene del deseo de reducir la ansiedad ante la muerte, o si la ansiedad ante la muerte surge de la falta de autoestima. En otras palabras, la supresión de la ansiedad ante la muerte de un individuo puede surgir de su necesidad general de aumentar su autoestima de forma positiva.
Las investigaciones han demostrado que la autoestima puede desempeñar un papel importante en la salud física. En algunos casos, las personas pueden estar tan preocupadas por su apariencia física y por aumentar su autoestima. ignorando los problemas de su salud. Arndt et al. (2009) realizaron tres estudios para examinar cómo las percepciones de los compañeros y la aceptación social de los fumadores contribuyen a que dejen de fumar, así como si, y por qué, estas personas continúan fumando por razones externas, incluso cuando se enfrentan a pensamientos de muerte y avisos antitabaco. El bronceado y el ejercicio también se analizaron en los estudios de los investigadores. Los estudios encontraron que las personas están influenciadas por las situaciones que las rodean. Específicamente, Arndt et al. (2009) encontraron en términos de autoestima y salud, que los participantes que vieron a alguien haciendo ejercicio tenían más probabilidades de aumentar sus intenciones de hacer ejercicio. Además, los investigadores encontraron en el segundo estudio que la forma en que los participantes reaccionaron a un comercial contra el tabaquismo se vio afectada por su motivación para fumar y la situación en la que se encontraban. Por ejemplo, las personas que fumaban por razones extrínsecas y que previamente recibieron recordatorios de muerte tenían más probabilidades de sentirse obligadas por el mensaje contra el tabaquismo.

### La autoestima como amortiguador de la ansiedad
El nivel de autoconciencia de un individuo puede afectar sus puntos de vista sobre la vida y la muerte. En cierta medida, aumentar la autoconciencia es adaptativo en el sentido de que ayuda a prevenir la conciencia del peligro. Sin embargo, la investigación ha demostrado que puede haber rendimientos decrecientes de este fenómeno. Las personas con niveles más altos de autoconciencia a veces tienen una mayor cognición de la muerte y una perspectiva más negativa de la vida que aquellos con una autoconciencia reducida.
Por el contrario, la autoestima puede funcionar de manera opuesta. La investigación ha confirmado que las personas con mayor autoestima, particularmente en lo que respecta a su comportamiento, tienen una actitud más positiva hacia su vida. Específicamente, la cognición de la muerte en forma de advertencias contra el tabaquismo no fue efectiva para los fumadores y, de hecho, aumentó sus actitudes ya positivas hacia el comportamiento. Las razones detrás de las actitudes optimistas de las personas hacia el tabaquismo después de que se destacó la mortalidad indican que las personas usan la positividad como un amortiguador contra la ansiedad. Continuar manteniendo ciertas creencias incluso después de que se demuestre que son defectuosas crea una disonancia cognitiva con respecto a la información actual y el comportamiento pasado, y la forma de aliviar esto es simplemente rechazar la nueva información. Por lo tanto, los amortiguadores de la ansiedad, como la autoestima, permiten a las personas hacer frente a sus miedos con mayor facilidad. De hecho, la cognición de la muerte puede causar un refuerzo negativo que lleva a las personas a involucrarse aún más en comportamientos peligrosos (fumar en este caso) porque aceptar la nueva información conduciría a una pérdida de autoestima, aumentando la vulnerabilidad y la conciencia de la mortalidad.

## Prominencia de la mortalidad
La hipótesis de la prominencia de la mortalidad (mortality salience=MS) afirma que si de hecho la cosmovisión cultural de uno, o la autoestima de uno, cumple una función de negación de la muerte, entonces amenazar estos constructos debería producir defensas destinadas a restaurar la ecuanimidad psicológica (es decir, devolver al individuo a un estado de sentirse invulnerable). en el paradigma MS, estas "amenazas" son simplemente recordatorios experienciales de la propia muerte. Esto puede, y ha tomado, muchas formas diferentes en una variedad de paradigmas de estudio (por ejemplo, pedir a los participantes que escriban sobre su propia muerte; realizar el experimento cerca de funerarias o cementerios; hacer que los participantes vean representaciones gráficas de la muerte, etc.). Al igual que las otras hipótesis TMT, la literatura que respalda la hipótesis de la MS es amplia y diversa. Para un metanálisis de la investigación MS, véase Burke et al. (2010).
Experimentalmente, la hipótesis MS ha sido probada en cerca de 200 artículos empíricos. Después de pedir a los participantes en un experimento que escriban sobre su propia muerte (versus un tema neutral, sin control de la muerte, como el dolor dental), y luego después de un breve retraso (las defensas distales, cosmovisión/autoestima funcionan mejor después de un retraso; ver Greenberg et al. (1994) para una discusión), se miden las defensas de los participantes. En un estudio temprano de TMT que evaluó la hipótesis MS, Greenberg et al. (1990) hizo que los participantes cristianos evaluaran a otros estudiantes cristianos y judíos que eran similares demográficamente, pero diferían en su afiliación religiosa. Después de ser recordado de su muerte (inducción MS experimental), los participantes cristianos evaluaron a sus compañeros cristianos de forma más positiva y los participantes judíos de forma más negativa, en relación con la condición de control. Por el contrario, reforzar la autoestima en estos escenarios conduce a una menor defensa de una visión del mundo determinada y disminución del menosprecio de los otros más diferentes.
La prominencia de la mortalidad influye en los individuos y en sus decisiones sobre su salud. Cox et al. (2009) analizaron la prominencia de la mortalidad en términos de bronceado. Específicamente, los investigadores encontraron que los participantes a quienes se les sugirió la idea de que la piel pálida era socialmente más atractiva junto con los recordatorios de la mortalidad, tendían a inclinarse hacia decisiones que resultaron en más medidas de protección contra el sol. Los participantes fueron colocados en dos condiciones diferentes; un grupo de participantes recibió un artículo relacionado con el miedo a la muerte, mientras que el grupo de control recibió un artículo no relacionado con la muerte, que trataba sobre el miedo a hablar en público. Además, le dieron a un grupo un artículo relacionado con el mensaje de que "el bronce es hermoso", uno relacionado con la idea de que "lo pálido es bonito" y un artículo neutral que no hablaba de tonos de piel bronceados o pálidos. Finalmente, después de introducir una actividad de retraso, los investigadores les dieron a los participantes un cuestionario de cinco ítems preguntándoles sobre sus futuros comportamientos de bronceado. El estudio ilustró que cuando la piel bronceada se asoció con el atractivo, la prominencia de la mortalidad afectó positivamente las intenciones de las personas de broncearse; sin embargo, cuando la piel pálida se asoció con el atractivo, las intenciones de las personas de broncearse disminuyeron.

### Mortalidad y autoestima en los riesgos para la salud
Los estudios han demostrado que la mortalidad y la autoestima son factores importantes de la teoría del manejo del terror. Jessop et al. (2008) analizaron esta relación en cuatro estudios donde examinaron cómo reaccionan las personas cuando se les proporciona información sobre los riesgos, en concreto, en cuanto a la mortalidad relacionada con los riesgos de conducir automóviles. Más específicamente, los investigadores exploraron cómo los participantes actuaban en términos de autoestima y su impacto en cómo se recibiría la información sobre riesgos para la salud relacionada con la mortalidad. En general, Jessop et al. (2008) encontraron que incluso cuando la mortalidad es prominente, las personas que manifiestan ciertos comportamientos para mejorar su autoestima tienen una mayor probabilidad de continuar con estas actividades. Tanto la mortalidad como la autoestima son factores que influyen en los comportamientos de las personas y en la toma de decisiones con respecto a su salud. Además, las personas que están involucradas en comportamientos y poseen motivación para mejorar su autoestima tienen menos probabilidades de verse afectadas por la importancia otorgada a los riesgos para la salud, en términos de mortalidad.
La autoestima es importante cuando se destaca la mortalidad. Puede permitirles a las personas un mecanismo de afrontamiento, uno que puede amortiguar sus temores, y por lo tanto, impactando las actitudes de uno hacia un comportamiento dado. Las personas que tienen niveles más altos de autoestima con respecto a su(s) comportamiento(s) tienen menos probabilidades de que cambien sus actitudes y, por lo tanto, sus comportamientos, independientemente de la mortalidad o los mensajes de muerte. La gente usará su autoestima para esconderse detrás de sus miedo a morir. En cuanto al comportamiento de los fumadores, las personas con mayor autoestima basada en el tabaquismo son menos susceptibles a los mensajes contra el tabaquismo que se relacionan con la muerte, por lo cual, la prominencia de la mortalidad y las advertencias de muerte les brindan una perspectiva aún más positiva sobre su comportamiento o, en este caso, sobre su tabaquismo.
En el experimento de Hansen et al. (2010) los investigadores manipularon la prominencia de la mortalidad. Se examinaron las actitudes de los fumadores hacia el comportamiento de fumar. Se utilizaron etiquetas de advertencia reales para crear prominencia de mortalidad en el experimento específico. Los investigadores primero dieron a los participantes un cuestionario para medir su autoestima basada en el tabaquismo. Después del cuestionario, los participantes fueron asignados aleatoriamente a dos condiciones diferentes; los primeros recibieron etiquetas de advertencia antitabaco sobre la muerte y el segundo grupo de control estuvo expuesto a etiquetas de advertencia antitabaco que no trataban sobre la muerte. Antes de evaluar las actitudes de los participantes hacia el tabaquismo, los investigadores introdujeron una pregunta no relacionada con el tema para proporcionar un retraso. Investigaciones posteriores han demostrado que los retrasos permiten que surja la prominencia de la mortalidad porque los pensamientos de muerte se vuelven inconscientes. Finalmente, a los participantes se les hicieron preguntas sobre su futuro comportamiento de fumar. Sin embargo, una debilidad en su conducción fue que el cuestionario final abordó opiniones y preguntas de comportamiento, a diferencia del nivel de persuasión de los participantes con respecto a las diferentes etiquetas de advertencia antitabaco.

### Influencias sociales
Muchas personas están más motivadas por las presiones sociales que por los riesgos para la salud. Específicamente para las personas más jóvenes, la prominencia de la mortalidad es más fuerte para provocar cambios en el comportamiento de uno cuando trae a conciencia la pérdida inmediata de estatus o posición social, en lugar de una pérdida, como la muerte que uno no puede imaginar y percibe como lejana. Sin embargo, hay muchos factores diferentes a tener en cuenta, como qué tan fuerte se siente una persona con respecto a una decisión, su nivel de autoestima y la situación que la rodea. Particularmente con los comportamientos de fumar de las personas, la autoestima y la prominencia de la mortalidad tienen diferentes efectos en las decisiones de los individuos. En cuanto a la longevidad de sus decisiones de fumar, se ha visto que los hábitos de fumar de los individuos se ven afectados, en el corto plazo, cuando están expuestos a la prominencia de la mortalidad que se interrelaciona con su propia autoestima. Además, las personas que vieron avisos de exclusión social tenían más probabilidades de dejar de fumar a largo plazo que aquellas a las que simplemente se les mostraron los efectos del tabaquismo en la salud. Más específicamente, se demostró que cuando las personas tenían altos niveles de autoestima, tenían más probabilidades de dejar de fumar siguiendo los mensajes de presión social, en lugar de los mensajes de riesgo para la salud. En este caso específico, la gestión del terror, y específicamente la prominencia de la mortalidad, está mostrando cómo las personas están más motivadas por las presiones sociales y las consecuencias en su entorno, en lugar de las consecuencias relacionadas con su salud. Esto se observa principalmente en fumadores adultos jóvenes con una autoestima más alta basada en el tabaquismo que no piensan en su salud futura ni en los efectos menos inmediatos del tabaquismo en su salud.

## Accesibilidad del pensamiento de muerte
Otro paradigma que los investigadores de TMT utilizan para acceder a las preocupaciones inconscientes sobre la muerte es lo que se conoce como la  hipótesis de accesibilidad del pensamiento de muerte (death thought accessibility = DTA). Esencialmente, la hipótesis DTA establece que si los individuos están motivados para evitar las cogniciones sobre la muerte, y evitan estas cogniciones adoptando una visión del mundo o protegiendo su autoestima. De acuerdo a ello, cuando un individuo  se sintiera menazado, debería poseer más cogniciones relacionadas con la muerte (p. ej., pensamientos sobre la muerte y estímulos relacionados con la muerte) de lo que lo haría si no estuviera amenazados.
La hipótesis DTA tiene su origen en el trabajo de Greenberg et al. (1994) como una extensión de sus hipótesis anteriores de gestión del terror, es decir, la hipótesis del amortiguador de la ansiedad y la hipótesis de la prominencia de la mortalidad. Los investigadores razonaron que si, como indica la investigación de Wegner sobre la supresión del pensamiento (1994; 1997), los pensamientos que se suprimen deliberadamente de la conciencia a menudo se recuperan con facilidad, entonces, después de un retraso, las cogniciones del pensamiento de muerte deberían estar más disponibles para la conciencia que (a) aquellas que mantienen los pensamientos de muerte en su conciencia todo el tiempo, y (b) aquellas que suprimen los pensamientos de muerte pero no se les proporciona un retraso. Eso es precisamente lo que encontraron. Sin embargo, otros psicólogos no han podido replicar estos hallazgos.
En estos estudios iniciales (es decir, Greenberg et al. (2004); Arndt et al. (1997)), y en numerosos estudios posteriores de DTA, la medida principal de DTA es una tarea de fragmentos de palabras, en la que los participantes pueden completar fragmentos de palabras en formas claramente relacionadas con la muerte [por ejemplo, coff__ como ataúd (coffin), no café (coffee) o en formas no relacionadas con la muerte (p. ej., sk__l como habilidad (skill), no cráneo (skull)]. Si los pensamientos de muerte están realmente más disponibles para la conciencia, entonces es lógico que los fragmentos de palabras se completen de una manera que se los relacione semánticamente con la muerte.

### Importancia de la hipótesis DTA
La introducción de esta hipótesis ha refinado la TMT y ha dado lugar a nuevas vías de investigación que anteriormente no podían evaluarse debido a la falta de una forma empíricamente validada de medir las cogniciones relacionadas con la muerte. Además, la diferenciación entre defensas proximales (conscientes, cercanas y centradas en la amenaza) y distales (inconscientes, distantes, simbólicas) que se han derivado de los estudios de DTA han sido extremadamente importantes para comprender cómo las personas lidian con el miedo.
Es importante constatar cómo el paradigma DTA sutilmente altera y expande la TMT como una teoría motivacional. En lugar de manipular únicamente la mortalidad y ser testigo de sus efectos (p. ej., nacionalismo, aumento de los prejuicios, comportamiento sexual de riesgo, etc.), el paradigma DTA permite una medida de las cogniciones relacionadas con la muerte que resultan de varias afrentas al yo. Los ejemplos incluyen amenazas a la autoestima ya la propia visión del mundo; por lo tanto, el paradigma DTA puede evaluar el papel de los pensamientos de muerte en la autoestima y las defensas de la visión del mundo. Además, la hipótesis DTA presta apoyo a TMT en el sentido de que corrobora su hipótesis central de que la muerte es únicamente problemática para los seres humanos, y que es fundamentalmente diferente en sus efectos que las amenazas de significado (es decir, Heine et al., 2006) y eso es la muerte misma, y no la incertidumbre y el descontrol asociado a la muerte; Fritsche et al. (2008) exploran esta idea.
Desde sus inicios, la hipótesis DTA ha ido ganando terreno rápidamente en las investigaciones de TMT y, a partir de 2009, se ha empleado en más de 60 artículos publicados, con un total de más de 90 estudios empíricos.

### La ansiedad ante la muerte en la promoción de la salud
En TMT se investiga cómo las personas responden a sus miedos y ansiedad ante la muerte. Taubman-Ben-Ari y Noy (2010) examinaron además la idea de que el nivel de autoconciencia de una persona debe considerarse en relación con sus respuestas a sus cogniciones de ansiedad y muerte. Cuanto más se le presenta a un individuo su muerte o sus cogniciones de muerte en general, más miedo y ansiedad puede tener; por lo tanto, para combatir dicha ansiedad se pueden implementar amortiguadores de ansiedad.
Debido a un cambio en los estilos de vida de las personas, en la dirección de comportamientos más nocivos para la salud, las principales causas de muerte ahora, siendo el cáncer y las enfermedades cardíacas, están definitivamente relacionadas con los comportamientos no saludables de las personas (aunque la declaración es demasiado general y ciertamente no puede ser aplicada a cada caso). La ansiedad por la edad y la muerte son factores que deben ser considerados en la teoría del manejo del terror, en relación con los comportamientos que promueven la salud. Sin duda, la edad juega algún tipo de papel en los comportamientos de promoción de la salud de las personas; sin embargo, aún no se ha visto un efecto real relacionado con la edad sobre la ansiedad ante la muerte y los comportamientos que promueven la salud. Aunque la investigación ha demostrado que solo para adultos jóvenes, cuando se les indicaron escenarios relacionados con la muerte, produjeron más comportamientos que promueven la salud, en comparación con los participantes de sesenta años. Además, se ha encontrado que la ansiedad ante la muerte tiene un efecto en los adultos jóvenes sobre sus comportamientos de promoción de la salud.

## Modelo de salud de gestión del terror
El modelo de salud de gestión del terror (terror management health model = TMHM) explora el papel que juega la muerte en la salud y el comportamiento de una persona. Goldenberg y Arndt (2008) afirman que el TMHM propone la idea de que la muerte, a pesar de su naturaleza amenazante, es de hecho instrumental y con un propósito en el condicionamiento del comportamiento de uno hacia la dirección de una vida más larga. 
Según Goldenberg y Arndt (2008), ciertos comportamientos de salud como los autoexámenes de mama (EEB) pueden activar conscientemente y facilitar que las personas piensen en la muerte, especialmente en su propia muerte.  Si bien la muerte puede ser instrumental para las personas, en algunos casos, cuando los autoexámenes de mama activan los pensamientos de muerte de las personas, puede presentarse un obstáculo, en términos de promoción de la salud, debido a la experiencia de miedo y amenaza.  Abel y Kruger (2009) sugirieron que el estrés causado por una mayor conciencia de la mortalidad al celebrar el cumpleaños de uno podría explicar el efecto del cumpleaños, donde las tasas de mortalidad parecen aumentar en estos días.
Por otro lado, la muerte y los pensamientos de muerte pueden servir como una forma de empoderamiento del yo, no como amenazas. Los investigadores, Cooper et al. (2011) exploraron TMHM en términos de empoderamiento, utilizando específicamente BSE bajo dos condiciones; cuando se incitaron pensamientos de muerte, y cuando los pensamientos de muerte no eran conscientes. Según el TMHM, las decisiones de salud de las personas, cuando los pensamientos de muerte no son conscientes, deben basarse en sus motivaciones para actuar adecuadamente, en términos de sí mismo e identidad. Cooper et al. (2011) encontraron que cuando se prepararon pensamientos de muerte y mortalidad, las mujeres reportaron más sentimientos de empoderamiento que aquellas que no fueron estimuladas antes de realizar un BSE.
TMHM sugiere además que la conciencia de la mortalidad y la autoestima son factores importantes en la toma de decisiones y los comportamientos de las personas en relación con su salud. TMHM explora cómo las personas se involucrarán en comportamientos, ya sean positivos o negativos, incluso con una mayor conciencia de la mortalidad, en un intento de ajustarse a las expectativas de la sociedad y mejorar su autoestima. El TMHM es útil para comprender qué motiva a las personas con respecto a sus decisiones y comportamientos de salud.
En cuanto a los comportamientos y actitudes de los fumadores, el impacto de las advertencias con mensajes de muerte depende de:
- El nivel de autoestima de los individuos basado en el tabaquismo
- Información sobre la relevancia real de muerte en las advertencias[24]

## Emoción
Las personas con baja autoestima, tienen más emociones negativas cuando les recuerdan la muerte. Se cree que esto se debe a que estos individuos carecen de las mismas defensas que, según TMT, protegen a las personas de las preocupaciones sobre la mortalidad (p. ej., visiones del mundo sólidas). Por el contrario, los estados de ánimo positivos no se ven afectados por los pensamientos de muerte en las personas con baja o alta autoestima.

## Liderazgo
Se ha sugerido que la cultura proporciona significado, organización y una visión coherente del mundo que disminuye el terror psicológico causado por el conocimiento de la muerte eventual. La teoría del manejo del terror puede ayudar a explicar por qué la popularidad de un líder puede crecer sustancialmente en tiempos de crisis. Cuando la mortalidad de un seguidor se destaca, tenderá a mostrar una fuerte preferencia por los líderes icónicos. Un ejemplo de esto ocurrió cuando el índice de aprobación de George W. Bush saltó casi un 50 por ciento después de los atentados del 11 de septiembre en los Estados Unidos. Como plantea Forsyth (2009), esta tragedia hizo a los ciudadanos estadounidenses ser conscientes de su mortalidad, y Bush proporcionó un antídoto a estas preocupaciones existenciales al prometer llevar justicia al grupo terrorista responsable de los ataques.
Los investigadores Cohen et al. (2004), en su estudio particular sobre TMT, probaron las preferencias por diferentes tipos de líderes, mientras recordaban a las personas su mortalidad. Se presentaron tres candidatos diferentes a los participantes. Los tres líderes eran de tres tipos diferentes: orientados a la tarea (enfatizaban el establecimiento de metas, la planificación estratégica y la estructura), orientados a las relaciones (enfatizaban la compasión, la confianza y la confianza en los demás) y carismáticos. Luego, los participantes se colocaron en una de dos condiciones: mortalidad sobresaliente o grupo de control. En la primera condición, se pidió a los participantes que describieran las emociones en torno a su propia muerte, así como el acto físico de la muerte en sí, mientras que al grupo de control se le hicieron preguntas similares sobre un próximo examen. Los resultados del estudio fueron que se favoreció más al líder carismático y menos al líder orientado a las relaciones, en la condición de mortalidad sobresaliente. Investigaciones posteriores han demostrado que las personas con mortalidad destacada también prefieren líderes que son miembros del mismo grupo, así como hombres en lugar de mujeres (Hoyt et al. 2010). Esto tiene vínculos con la teoría del rol social.

## Religión
TMT postula que la religión fue creada como un medio para que los humanos se enfrentaran a su propia mortalidad. Apoyando esto, los argumentos a favor de la vida después de la muerte, y simplemente ser religioso, reducen los efectos de la prominencia de la mortalidad en la defensa de la cosmovisión. También se ha descubierto que los pensamientos de muerte aumentan las creencias religiosas. En un nivel subconsciente implícito, este es el caso incluso para las personas que afirman no ser religiosas.

## Salud mental
Algunos investigadores han argumentado que la ansiedad ante la muerte puede desempeñar un papel central en numerosas enfermedades mentales. Para probar si la ansiedad por la muerte causa una enfermedad mental en particular, los investigadores de TMT utilizan un experimento de prominencia de la mortalidad y examinan si recordar a los participantes la muerte conduce a una mayor prevalencia de comportamientos asociados con esa enfermedad mental. Dichos estudios han demostrado que los recordatorios de la muerte conducen a un aumento en el lavado de manos compulsivo en el trastorno obsesivo-compulsivo, evitación en las fobias a las arañas y ansiedad social, y conductas ansiosas en otros trastornos, incluido el trastorno de pánico y la ansiedad por la salud, lo que sugiere el papel de la ansiedad ante la muerte en estas condiciones según los investigadores de TMT.

## Críticas
Algunos psicólogos, especialmente los psicólogos evolutivos, se han opuesto a la teoría del manejo del terror. Un erudito comentó que el campo de la psicología avanzaría mediante un estudio de los estados de parálisis causados por la ansiedad que solo se aliviarían con la reelaboración del estado mental de una persona. En cambio, estos autores explican que el comportamiento humano se selecciona para impulsar a las personas a evitar situaciones que puedan conducir a la muerte. Esto sugiere que los efectos de prominencia de la mortalidad reflejan respuestas adaptativas para resolver amenazas específicas para la vida en lugar de un intento inconsciente de evitar esta realización.

### Prevalencia de muerte
Desde que se publicaron por primera vez los hallazgos sobre la prominencia de la mortalidad y la defensa de la visión del mundo, otros investigadores han afirmado que los efectos podrían haberse obtenido por razones distintas a la muerte misma, como la ansiedad, el miedo u otros estímulos aversivos como el dolor. Otros estudios han encontrado efectos similares a los que produce la MS, por ejemplo, pensar en elecciones personales difíciles, tener que responder a preguntas abiertas sobre la incertidumbre, pensar en que le roben, pensar en estar socialmente aislado y ser informado que la vida de uno carece de sentido. Mientras existen estos casos, los pensamientos de muerte se han comparado desde entonces con varios controles experimentales aversivos, como (pero no limitado a) pensar en: fallar, escribir un examen crítico, hablar en público con una audiencia considerable, ser excluido, parálisis, dolor dental, dolor físico intenso, etc.
Con respecto a los estudios que encontraron efectos similares, los teóricos de la TMT han argumentado que en los estudios mencionados anteriormente donde la muerte no era el tema en el que se pensaba, los temas fácilmente se relacionarían con la muerte en la mente de un individuo debido a la "conexión lingüística o experiencial con mortalidad" (pág. 332). Por ejemplo, ser robado invoca pensamientos de violencia e inseguridad en el propio hogar: muchas personas han muerto tratando de proteger su familia y su propiedad. Una segunda explicación posible para estos resultados involucra la hipótesis de accesibilidad del pensamiento de muerte: estas amenazas de alguna manera sabotean aspectos cruciales que amortiguan la ansiedad de la visión del mundo o la autoestima de un individuo, lo que aumenta su DTA. Por ejemplo, un estudio encontró un aumento de DTA en respuesta a pensamientos de relaciones antagónicas con figuras de apego.

### Modelo de mantenimiento significado
El modelo de mantenimiento de significado (meaning maintenance model = MMM) se introdujo inicialmente como una teoría motivacional integral que pretendía subsumir TMT, con explicaciones alternativas para los hallazgos de TMT. Esencialmente, postula que las personas automáticamente dan significado a las cosas, y cuando esos significados se interrumpen de alguna manera, se genera ansiedad. Como respuesta a ello, las personas se concentran en "mantener el significado para restablecer su sentido de unidad simbólica" y que tal "mantenimiento del significado a menudo implica la reafirmación compensatoria de estructuras de significado alternativas". Estos significados, entre otras cosas, deberían "proporcionar una base para la predicción y el control de nuestros... entornos, ayudar [a uno] a sobrellevar la tragedia y el trauma... y el engaño simbólico de la muerte a través de la adhesión a los valores perdurables que estos las culturas proporcionan".
Los teóricos de TMT argumentan que MMM no puede describir por qué diferentes personas prefieren diferentes conjuntos de significado para un símbolo y que, si bien pueden existir, "diferentes [(es decir, más concretos)] tipos de significado tienen diferentes funciones psicológicas".  Los teóricos MMM argumentanpor ejemplo que todos los tipos de significado son básicamente iguales y, sin embargo, uno no podría comparar la probabilidad de respuestas defensivas resultantes de la exposición a una baraja de cartas que contienen corazones negros con algo como los ataques del 11 de septiembre. Los teóricos  TMT argumentan, esencialmente, que a menos que algo sea un elemento importante de la visión del mundo o la autoestima que amortigua la ansiedad de una persona, no requerirá un mantenimiento de significado amplio.
En suma, los teóricos TMT creen que MMM no puede afirmar con precisión que es una alternativa a TMT porque no parece poder explicar la amplitud actual de la evidencia de TMT. Como ejemplo,  los teóricos TMT afirman que la prominencia de la mortalidad no sería una amenaza para el significado, ya que nuestra eventual desaparición es una condición necesaria para la vida. Por lo tanto, no debe hacer que un individuo se comprometa en el mantenimiento del significado general. MMM tampoco intenta explicar por qué el significado amenazante aumenta el DTA.

### Actitud defensiva ofensiva
Algunos teóricos han argumentado que no es la idea de la muerte y la inexistencia lo que inquieta a las personas, sino el hecho de que la incertidumbre está involucrada.  Estos investigadores postularon, por ejemplo, que las personas se defienden alterando sus respuestas de miedo de la incertidumbre a un enfoque de entusiasmo. Otros investigadores abogan por distinguir el miedo a la muerte del miedo a morir y, en ese sentido, postulan que, en última instancia, el miedo a la muerte tiene más que ver con algún otro miedo (p. ej., el miedo al dolor) o refleja el miedo a lo desconocido.
Los teóricos de TMT están de acuerdo en que la incertidumbre puede ser desconcertante en algunos casos, e incluso puede dar lugar a respuestas de defensa, pero creen que la ineludibilidad de la muerte y la posibilidad de su finalidad con respecto a la existencia de uno es muy inquietante. Ellos preguntan: "¿Sería la muerte menos aterradora si se supiera con certeza que llegará el próximo martes a las 5:15 p. m., y que sus esperanzas de una vida después de la muerte eran ilusorias?'.... ¿Preferirías estar seguro de que la muerte es el final, o vivir con la incertidumbre de que podría no serlo? También señalan que las personas en realidad buscan algunos tipos de incertidumbre y que la incertidumbre no siempre es muy desagradable. Por el contrario, existe evidencia sustancial de que, en igualdad de condiciones, la incertidumbre y lo desconocido representan miedos fundamentales y solo se experimentan como agradables cuando hay suficiente certeza contextual. Por ejemplo, una sorpresa implica incertidumbre, pero solo se percibe como agradable si hay suficiente certeza de que la sorpresa será agradable. Considere una caja recibida en un cumpleaños de un familiar de confianza en comparación con la caja recibida al final de la película Siete (que contiene una cabeza cortada).
Aunque los teóricos TMT reconocen que muchas respuestas a la prominencia de la mortalidad involucran mayores acercamientos (celo) hacia visiones del mundo importantes, también señalan ejemplos de prominencia de la mortalidad que resultaron en lo contrario, que la actitud defensiva ofensiva no puede explicar: cuando se destacaron las características negativas de un grupo al que pertenecen los participantes, la gente se distanció activamente de ese grupo bajo prominencia de la mortalidad.

### Psicología evolutiva, psicología coalicional y TMT
Se han propuesto varias críticas a la TMT por parte de psicólogos evolutivos, por razones que incluyen que el miedo es una respuesta adaptativa en los individuos que ha surgido como resultado de la selección natural; sin estas adaptaciones, los seres humanos nunca habrían podido evitar situaciones de mala adaptación. Por lo tanto, es poco probable que las personas tengan formas psicológicas de reducir la ansiedad. Los teóricos TMT argumentan que esta crítica mezcla el miedo relacionado con el peligro inmediato con la ansiedad relacionada con los pensamientos de amenazas que ocurrirán o pueden ocurrir eventualmente. TMT está hablando de la protección que ofrecen la autoestima y las cosmovisiones culturales contra la amenaza de una muerte inevitable en el futuro. Si bien la ansiedad puede ser adaptativa para evitar entrar en un lugar peligroso (por ejemplo, porque un depredador puede estar esperando), esto no significa que la ansiedad deba ser adaptativa en todos los casos. Para una revisión más completa de la TMT y la psicología evolutiva, véase Landau et al., 2007. Los investigadores han planteado críticas evolutivas similares que exploran la incertidumbre y las incógnitas.
La psicología de coaliciones (CP) se presenta como otra alternativa a la TMT, que plantea que existe una tendencia evolutiva a buscar seguridad en grupos (coaliciones) como reacción a las amenazas adaptativas. Las personas que ya forman parte de los grupos coalicionales buscan proteger su membresía exhibiendo su valor para el grupo. Los teóricos de TMT responden argumentando que CP:
- no puede explicar el hecho de que prácticamente todas las culturas tienen una dimensión sobrenatural
- no explica por qué la defensa de la cosmovisión cultural es simbólica, involucrando lealtad tanto a sistemas específicos como generales de significado abstracto no relacionados con amenazas específicas, en lugar de enfocarse en las amenazas adaptativas específicas para las que supuestamente evolucionó
- descarta la explicación de proceso dual de TMT de los procesos subyacentes que generan efectos de MS sin proporcionar una alternativa de ningún tipo ni intentar dar cuenta de los datos relevantes para este aspecto del análisis de TMT
- no está respaldado de manera convincente o única por los experimentos que prueban las hipótesis derivadas de CP
- no puede dar cuenta de una serie de hallazgos empíricos que respaldan hipótesis derivadas de TMT que nunca podrían deducirse de CP.[77]

## Error de replicación
Además de las críticas desde perspectivas teóricas alternativas, Many Labs 4 no logró reproducir los resultados de prominencia de la mortalidad en un estudio de TMT. Un esfuerzo a gran escala para probar la teoría no logró obtener apoyo para el efecto de prominencia de la mortalidad en la defensa de la visión del mundo, es decir, una mayor preferencia por un escritor de ensayos que adopta un argumento pro-EE. UU. que un escritor de ensayos que adopta un argumento anti-EE. UU. La prueba es una réplica de múltiples laboratorios del Estudio 1 de Greenberg et al. (1994). Psicólogos en 21 laboratorios de los EE. UU. volvieron a ejecutar el experimento original, entre un total de 2200 participantes. En respuesta al artículo de Many Labs 4, Tom Pyszczynski (uno de los psicólogos fundadores de TMT), declaró que ML4 "se desvió de su protocolo prerregistrado y no mencionó estas desviaciones" y además "no siguió su (muy justificado) protocolo prerregistrado". El protocolo ha llevado a conclusiones incorrectas que han sido ampliamente publicitadas y sin darse cuenta han hecho más daño que bien a nuestro objetivo común de 